# Natation synchronisée aux Jeux olympiques d'été de 2004
Navigation
Sydney 2000 Pékin 2008
Deux épreuves de Natation synchronisée ont eu lieu à l'occasion des  Jeux olympiques d'été de 2004 à Athènes, le duo et le ballet.

## Tableau des médailles
| Rang | Pays       | Médaille d'or | Médaille d'argent | Médaille de bronze | Total |
| 1    | Russie     | 2             | 0                 | 0                  | 2     |
| 2    | Japon      | 0             | 2                 | 0                  | 2     |
| 3    | États-Unis | 0             | 0                 | 2                  | 2     |

## Résultats

### Duo
| Classement         | Nom                                     | Pays       | Pts    |
| ------------------ | --------------------------------------- | ---------- | ------ |
| Médaille d'or      | Anastasia Davydova / Anastasia Ermakova | Russie     | 99.334 |
| Médaille d'argent  | Miya Tachibana / Miho Takeda            | Japon      | 98.417 |
| Médaille de bronze | Alison Bartosik / Anna Kozlova          | États-Unis | 96.918 |
| 4                  | Gemma Mengual / Paola Tirados           | Espagne    | 96.251 |
| 5                  | Virginie Dedieu / Laure Thibaud         | France     | 95.584 |
| 6                  | Fanny Letourneau / Courtenay Stewart    | Canada     | 95.334 |
| 7                  | Gu Beibei / Zhang Xiaohuan              | Chine      | 93.668 |
| 8                  | Beatrice Spaziani / Lorena Zaffalon     | Italie     | 93.250 |

### Ballet
| Classement         | Pays       | Noms | Pts    |
| ------------------ | ---------- | --- | ------ |
| Médaille d'or      | Russie     | Elena Azarova Olga Brusnikina Anastasia Davydova Anastasia Ermakova Elvira Khasyanova Maria Kiseleva Olga Novokshchenova Anna Shorina     | 99.501 |
| Médaille d'argent  | Japon      | Michiyo Fujimaru Saho Harada Kanako Kitao Emiko Suzuki Miya Tachibana Miho Takeda Juri Tatsumi Yoko Yoneda                                | 98.501 |
| Médaille de bronze | États-Unis | Alison Bartosik Tamara Crow Rebecca Jasontek Anna Kozlova Sara Lowe Lauren McFall Stephanie Nesbitt Kendra Zanotto                        | 97.418 |
| 4                  | Espagne    | Raquel Corral Andrea Fuentes Tina Fuentes Gema Mengual Ana Montero Irina Rodriguez Saray Serrano Paola Tirados                            | 96.751 |
| 5                  | Canada     | Erin Chan Jessica Chase Jessika Dubuc Marie-Pierre Gagne Fanny Letourneau Shayna Nackoney Anouk Reniere-Lafreniere Courtenay Stewart      | 95.251 |
| 6                  | Chine      | Chen Yu Gu Beibei He Xiaochu Hou Yingli Hu Ni Li Zhen Wang Na Zhang Xiaohuan                                                              | 94.584 |
| 7                  | Italie     | Monica Cirulli Costanza Fiorentini Joey Paccagnella Elisa Plaisant Sara Savoia Beatrice Spaziani Lorena Zaffalon Laura Zanazza            | 94.084 |
| 8                  | Grèce      | Aglaia Anastasiou Maria Christodoulou Eleftheria Ftouli Eleni Georgiou Effrosyni Gouda Apostolia Ioannou Evgenia Koutsoudi Olga Pelekanou | 92.750 |